# Bendixen
Bendixen ist ein meist nordisch-skandinavischer Familienname.

## Herkunft und Bedeutung
Der Name Bendixen ist ein patronymisch gebildeter Familienname mit der Bedeutung „Sohn des Bendix“. Der Name Bendix leitet sich wiederum von dem Namen Benedikt (lat. Benedictus) ab, welcher durch die Gründung des Benediktiner-Mönchsorden in Monte Cassino in Italien um 480–550 n. Chr. populär wurde. Die Ableitung des Namens Benedikt als Familienname, lässt sich jedoch erst im 14. Jahrhundert nachweisen. Seit wann es den Namen Bendix oder das Patronym Bendixen gibt, ist nicht bekannt. Wahrscheinlich ist lediglich ein Auftreten nach dem 12. Jahrhundert. Da eine solche Nachnamensbildung typisch skandinavisch ist, wird dort auch der Ursprung des Namens Bendixen vermutet.

## Verbreitung
Bendixen ist der 101 757. häufigste Nachname auf der Welt und ungefähr 4 638 Personen tragen diesen Nachnamen.
| Staat       | Häufigkeit  | Anzahl | Rang    |
| ----------- | ----------- | ------ | ------- |
| Dänemark    | 1:2,287     | 2468   | 173     |
| Norwegen    | 1:16,377    | 314    | 1994    |
| Deutschland | 1:108,206   | 744    | 13367   |
| Schweden    | 1:234,447   | 42     | 16276   |
| Schweiz     | 1:304,182   | 27     | 24,091  |
| USA         | 1:404,982   | 895    | 35340   |
| Australien  | 1:771,306   | 35     | 49759   |
| Kanada      | 1:1,754,552 | 21     | 114,935 |
| Südafrika   | 1:2,355,552 | 23     | 98,611  |
| Thailand    | 1:5,433,719 | 13     | 375,884 |

(Mindestanzahl im Land:10)
In Deutschland lässt sich der Name Bendixen mit großem Abstand am häufigsten in Schleswig-Holstein vorfinden.

## Varianten
(Quelle: )
- Bendixsen
- Bendixon
- Bendiksen
- Bendixson
- Bendicsen
- Bendicksen
- Bendikssen
- Bendesen
- Bendicson
- Bendikson
- Bendickson

## Namensträger
- Ann-Kathrin Bendixen (* 1999), deutsche Weltreisende, Influencerin und Autorin
- Bernhard Axel Bendixen (1810–1877), deutscher Maler und Fotograf
- Britta Bendixen (* 1968), deutsche Schriftstellerin
- Finn Bendixen (* 1949), norwegischer Weitspringer
- Friedrich Bendixen (1864–1920), deutscher Volkswirt
- Jorgen Bendixen (1926–2013), dänischer Veterinärmediziner
- Katharina Bendixen (* 1981), deutsche Schriftstellerin und Übersetzerin
- Klaus Bendixen (1924–2003), deutscher Maler und Kunsthochschulprofessor
- Louis Bendixen (* 1995), dänischer Radrennfahrer
- Ole Bendixen (1869–1958), dänischer Kaufmann, Forschungsreisender, Autor und Inspektor von Grönland
- Ole Christian Bendixen (* 1947), norwegischer Segler
- Oliver Bendixen (* 1951), deutscher Journalist
- Peter Bendixen (Ökonom) (1933–2014), deutscher Hochschullehrer, Ökonom und Kulturwissenschaftler
- Peter Bendixen (Politiker) (1943–2007), deutscher Politiker (CDU)
- Siegfried Detlev Bendixen (1786–1864), dänisch-deutscher Maler